# 十月 (埃及杂志)
《十月》周刊（阿拉伯语：‎），是埃及政治类周刊杂志，1976年创刊，总部位于开罗。它是埃及政府的国营媒体和机关刊物。它与黎巴嫩的《事件周刊》一道被并称为中东世界两大期刊。

## 历史
在埃及总统穆罕默德·安瓦爾·薩達特的提议下，《十月》杂志在1976年10月31日正式出版第一期，出版商为知识出版集团。它最初的定位为政治和社会类周刊杂志，每周六出版。
艾尼斯·曼苏尔担任该杂志首任主编。伊斯马伊尔·蒙塔萨尔也曾担任过主编职务。2014年6月28日，哈桑·阿布·塔勒布出任主编。该杂志在2000年的发行量为12万份